# بازيليكا البشارة
كنيسة البشارة الكاثوليكية (باليونانية: Εκκλησία του Ευαγγελισμού της Θεοτόκου) والتي تعرف أيضًا باسم بازيليكا البشارة، هي من أهم المعالم الدينية المسيحية في مدينة الناصرة وتعتبر إحدى الكنائس الأكثر قدسية في العالم المسيحي.
الكنيسة، ذات الحضور البارز في مركز المدينة، أنشئت حيث كان فيه بيت مريم، والدة يسوع المسيح. في الطابق السفلي من الكنيسة يقع قدس الأقداس: مغارة مريم، المغارة التي تروي التقاليد المسيحية الكاثوليكية أنه نزل فيها الملاك جبرائيل على مريم وزف إليها البشرى بأنها ستحمل المسيح في رحمها. بنيت الكنيسة الأولى في هذا المكان عام 427 ميلادي ومنذ ذلك الحين هدمت ومن ثم أقيمت العديد من الكنائس في المكان. المبنى الحالي الذي تمَّ تدشينه في عام 1969 يحتوي على بقايا الكنائس السابقة ويشكل إحدى أفخم الكنائس وأكبرها في الشرق الأوسط. يصل علو البازيليكا المدهشة إلى 59.5 مترًا ويوجد في داخلها معرض لصور فسيفسائية ملونة للعائلة المقدسة. هذه اللوحات الفسيفسائية أعدتها جاليات مسيحية من شتى أنحاء العالم وكل لوحة تعبر عن الطابع القومي للدولة التي أرسلتها.

## تاريخ الكنيسة والتصميم المعماري فيها

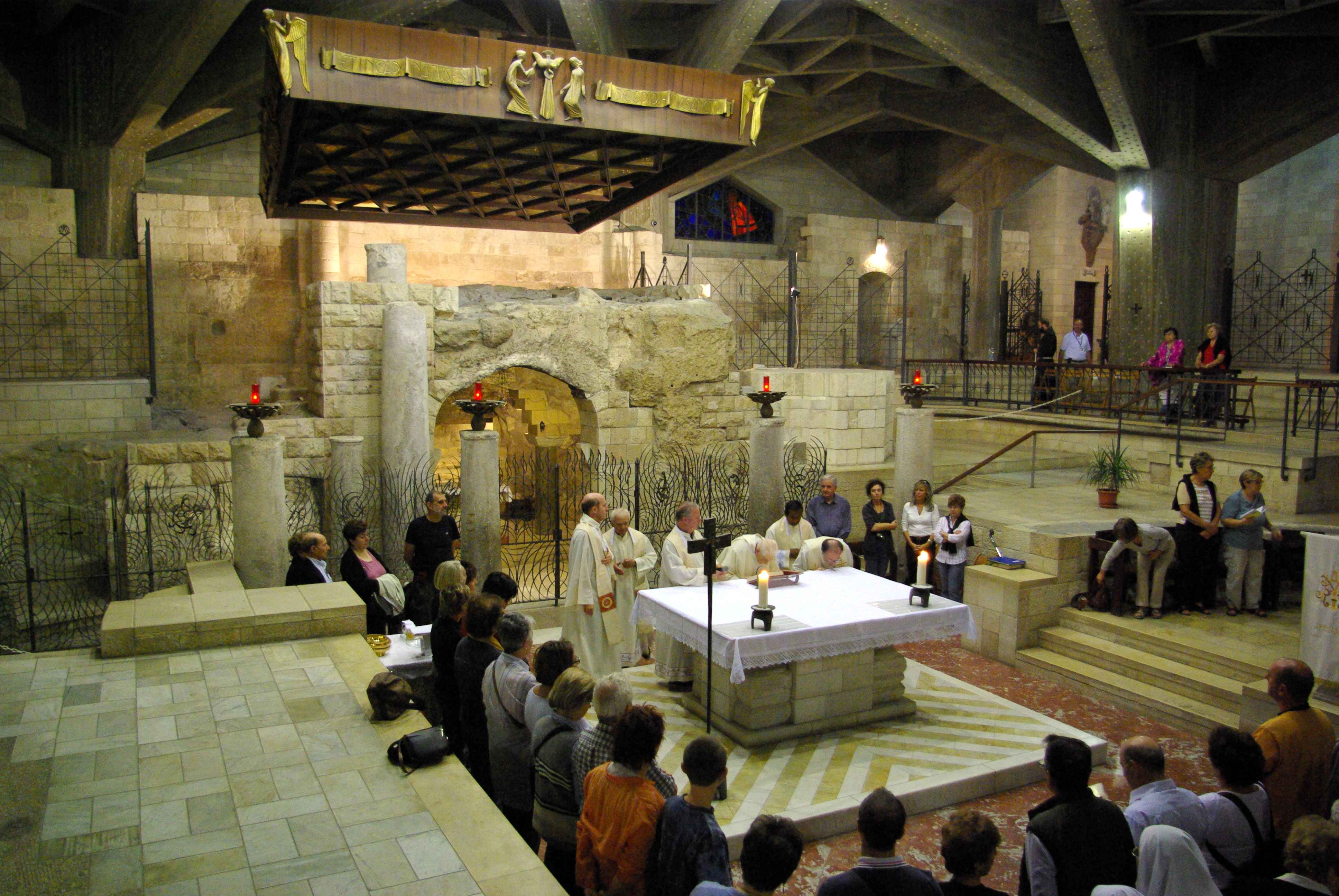
مغارة البشارة.

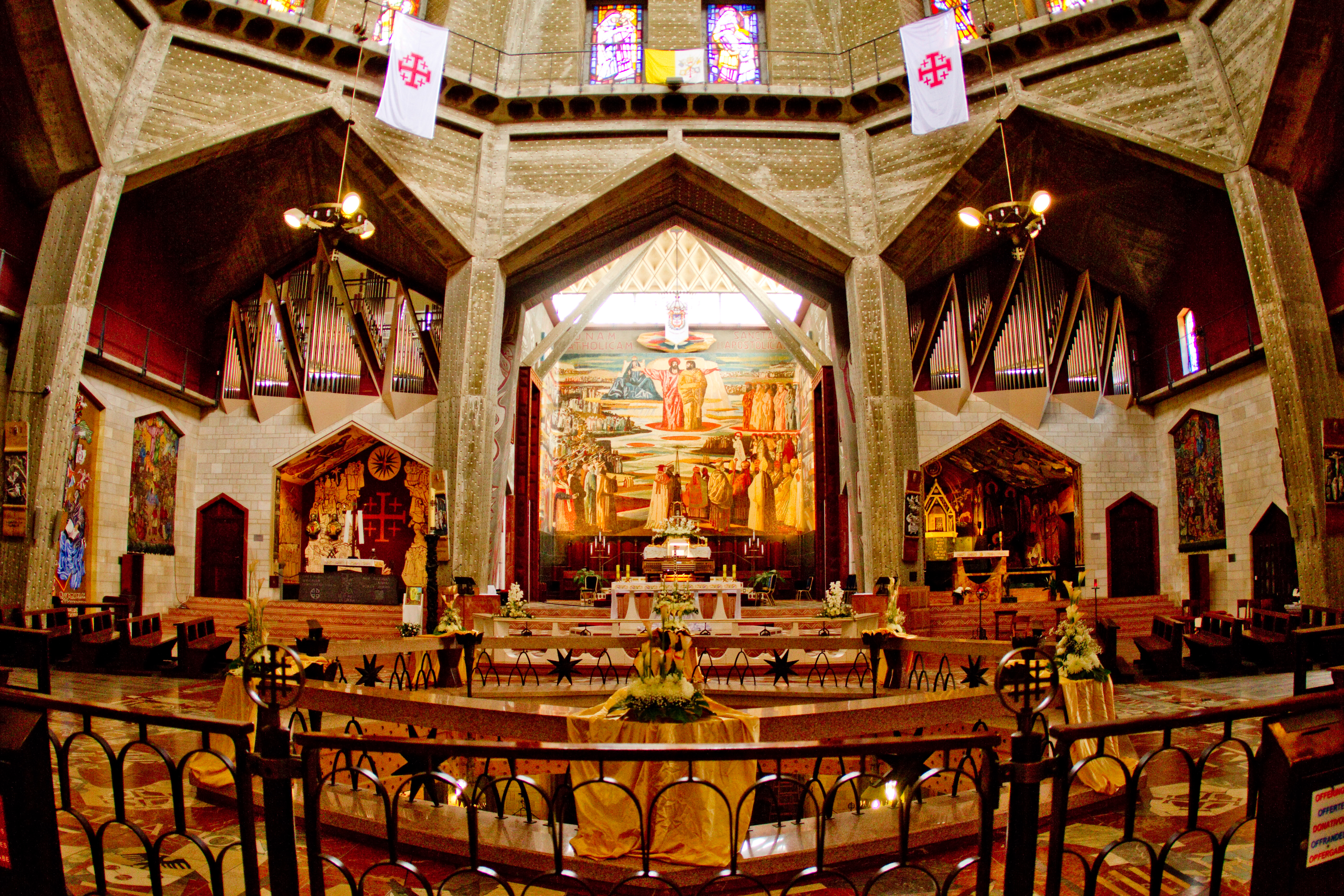
الكنيسة العليا.

أقيمت الكنيسة الأولى في العصر البيزنطي، في عام 427 أسقف القدس كما تدل الكلمات المنقوشة على أرضية الفسيفساء في الكنيسة، بجوار المغارة. بنيت الكنيسة من قاعة وسطى كبيرة وبني إلى الجنوب منها دير صغير. وهناك مطلع درج يوصل إلى المغارة المقدسة التي كادت تفصل بصورة تامة عن الكنيسة نفسها. في عام 670 بلغ أركولفوس Arculfus عن وجود كنيستين في الناصرة: كنيسة يوسف وكنيسة البشارة. تمَّ استعمال الكنيسة خلال حوالي 700 عام حيث أجريت تصليحات مختلفة فيها. ومع الفتوحات الإسلامية في فلسطين في عام 638 اضطر المسيحيون لدفع مبالغ مالية كبيرة للمسلمين ليتيحوا إبقاء الكنيسة، لكن أوضاعها تدهورت مع مرور الزمن بحيث أنه قبيل الفترة الصليبية في القرن الـ 11 تهدمت بصورة شبه نهائية.
عندما وصل الصليبيون إلى الناصرة وجدوا المكان مهدوما تماما. ثم قام تانكريد أمير الجليل بإعادة بناء الكنيسة وأقام في المكان بازيليكا فخمة مترامية الأطراف، ودُمجت بقاياها في الكنيسة الجديدة التي أقيمت فوق كنيسة تانكريد. ودمجت مغارة البشارة هذه المرة داخل الكنيسة، وصار الجمهور ينزل إليها على الدرج. وأقيم فوقها مذبح صغير، ما زالت بقاياه موجودة إلى يومنا هذا. يبدو أن بناية الكنيسة الصليبية لم يكتمل بناؤها أبدًا وخصوصا فيما يتعلق بالأغراض والتحف الفنية. والدليل على ذلك هو خمسة تيجان أعمدة من هذه الفترة في المنطقة.
من السجلات التي تركها الحجاج يمكن الاستنتاج بأن الكنيسة الصليبية تميزت بالفخامة الكبيرة. حسب شهادة البقايا، يبدو أنها زينت بأربعة وستين تاجا على الأقل. في الحفريات المختلفة اكتشفت أسس الكنيسة: الحائط الشمالي (المدموج اليوم في الكنيسة)، بقايا فنية مختلفة. لكن عمر الكنيسة الصليبية لم يطُل حيث هدمت في عام 1263، إبان فترة المماليك، من قبل السلطان المملوكي بيبرس Baibars. وخلال سنوات طوال كان المكان مهجورًا وعلى الرغم من جهود الفرنسيسكان للاستيطان في المكان إلا أنهم لم ينجحوا في ذلك، فقد واجهوا سكانا مسلمين معادين وحكما رفض السماح لهم بالإقامة في هذا المكان.
في النهاية، في عام 1620، في بداية الفترة العثمانية، سُمح للفرنسيسكان بالعودة إلى المكان من قبل الأمير الدرزي فخر الدين المعني الثاني الذي اشتهر بُحسن معاملته للمسيحيين. وقد سكنوا في الناصرة قرب مغارة البشارة وأعيدت إليهم المغارة وبقايا الكنائس وبنوا ديرًا متواضعًا. منذ هذه الفترة وحتى أيامنا يقع المكان تحت تصرف الرهبان الفرنسيسكان. في عام 1635 أمر السلطان مراد الرابع بإعدام الأمير فخر الدين وانتقم حاكم دمشق من الذين انتفعوا من إمارته. وتم اعتقال رهبان الفرنسيسكان في الناصرة طوال ستة أسابيع وأخلي سبيلهم بعد دفع رسوم باهظة. في عام 1638 اضطروا للهجرة ثانية وهذه المرة بسبب الاعتداءات المتكررة من البدو، لكنهم عادوا بعد ثلاثة أعوام. الحجاج الذين زاروا الناصرة في عام 1644 يشهدون بأن المكان قرب مغارة البشارة كان ما زال مدمرًا.

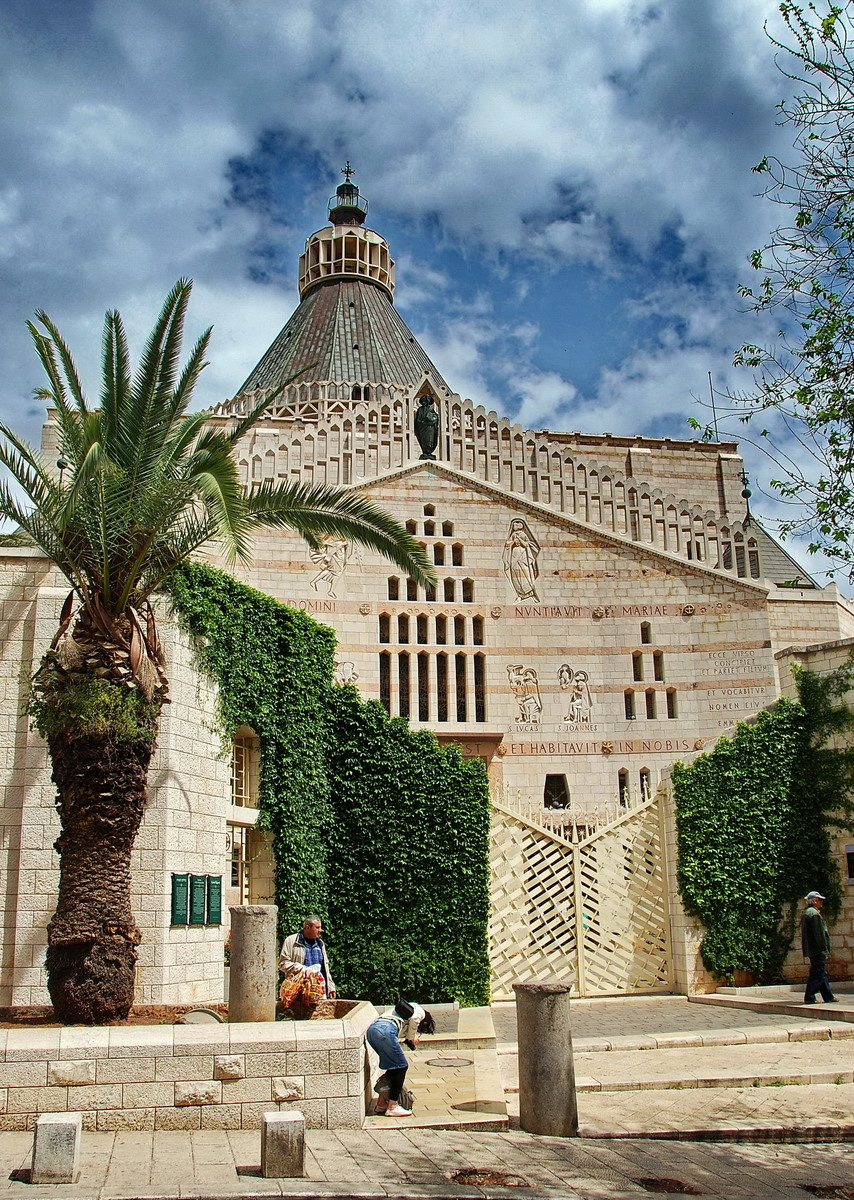
مدخل الكنيسة.

فقط في عام 1730 تمكن الفرنسيسكان من إعادة بناء الكنيسة بعد الحصول على موافقة حاكم الجليل ظاهر العمر، الذي طلب منهم إقامتها خلال فترة ستة أشهر فقط وهي الفترة التي تلزم للمسلم لكي يقوم بأداء مناسك الحج في الديار الحجازية. نتيجة لذلك، كانت الكنيسة التي أقيمت متواضعة وكان الهدف منها تلبية الاحتياجات الفورية، بدون أن تعبر عن أهميتها للعالم المسيحي. وقد كانت الكنيسة صغيرة وقسمت إلى قاعة وجناحين. أقيم المذبح فوق مغارة البشارة. النزول إلى المغارة يتمّ بواسطة درج عريض يوجد في طرفه رواق، يسمى مصلى الملاك، وفيه مذبحان: واحد على شرف يواكيم وحنة والثاني على شرف الملاك جبرائيل. وكانت هذه الغرفة بمثابة مدخل للمصلى الذي نزلوا إليه عبر الدرج. مذبح البشارة كان في مركز المغارة، بينما كان في القسم الخلفي من المصلى مذبح خاص من أجل يوسف. في عام 1877 رممت الكنيسة ووسعت وأعيد بناء واجهتها. في عام 1955 تقرر إقامة كنيسة البشارة الحالية فهدمت الكنيسة القديمة. في عام 1930 بني إلى جانب الكنيسة الدير والمدرسة الفرنسيسكانية.

## الكنيسة اليوم

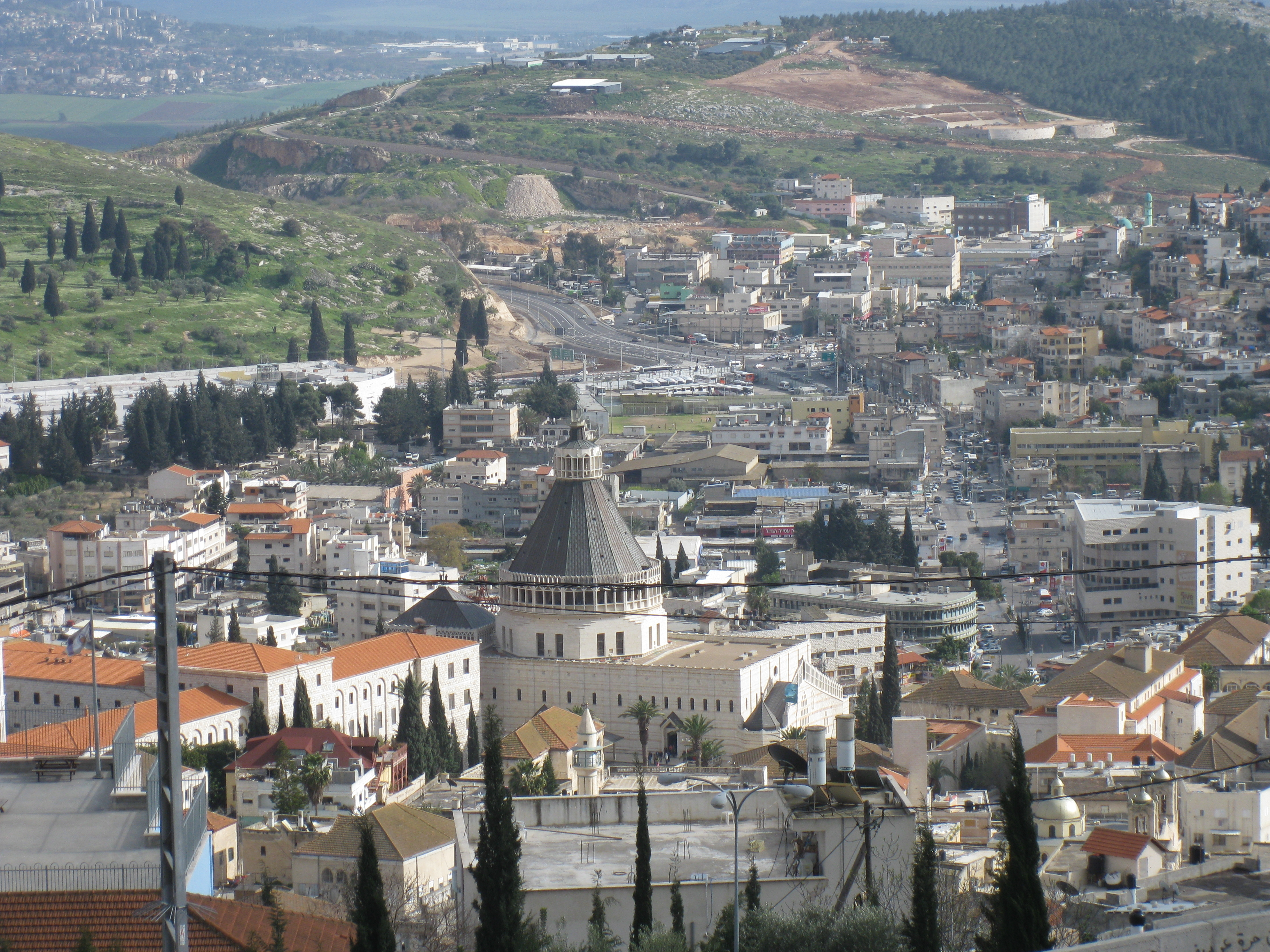
الكنيسة وسط مدينة الناصرة

كنيسة البشارة الكاثوليكية هي من أكبر وأفخم وأبهى الكنائس في الشرق الأوسط. وقد خططها المهندس الإيطالي جوفاني موتزيو، وبنيت من قبل «سوليل بونيه» ودشنت في عام 1969. بهدف صيانة وحماية المغارة المقدسة وبقايا الكنائس السابقة ولتمكين أكبر عدد من المؤمنين من أداء الصلاة بنيت الكنيسة من طبقتين. الكنيسة عبارة عن مبنى تذكاري شديد التأثير بحيث يخلق شعورًا من الأزلية.
في مركز الطابق السفلي تقع المغارة. هذه المنطقة تتميز بالعتمة النسبية وتحافظ على أجواء من الغموض الذي يلف عجيبة البشارة. في الطابق السفلي بقايا الكنائس القديمة. الحائط الحجري على طول الكنيسة وفي ظهر المغارة هو من بقايا الكنيسة الصليبية من القرن الـ 12. في الحفريات اكتشفت بعض التيجان الصليبية. وتعتبر هذه التحف الفنية الأجمل التي اكتشفت في البلاد من هذه الفترة وهي تعرض في متحف يقع تحت الباحة الموجودة خارج الطابق العلوي.
الطابق العلوي ينقل إلى الزائر قوة التصميم المعماري في بناء الكنيسة. من فوق، قبة زهرة الزنبق الهائلة التي تشكل مصدر الضوء وترمز إلى طهارة مريم المقدسة. ودمجت على أرضية الرخام المزخرفة أسماء البابوات. وعندما ينظر الزائر إلى الواجهة يشاهد لوحة فسيفساء عملاقة للرسام الإيطالي سلفادور فيومه الذي يصف يسوع، مريم وبطرس.
على جدران القاعة، وفي ساحة الكنيسة، لوحات فسيفسائية ساحرة. كل لوحة تبرعت بها دولة أخرى وتتميز بالمقومات القومية لتلك الدولة.

## مبنى الكنيسة
مبنى كنيسة البشارة هو إحدى أكثر المباني تميزا في مدينة الناصرة، وخلال اربعين عاما عرفت الكنيسة كرمز للمدينة، كما وكان رمزها الأكثر شهرة. بنيت الكنيسة من طابقين كبيرين مختلفين تماما، من ناحية الطابع، والإضاءة. المستوى الأدنى، أو سرداب، الذي يحتفظ بالكهف ويبقى وبقايا الكنيسة القديمة، وعلى مستوى أعلى تقع طبقة الكنيسة الحديثة.

## معرض صور

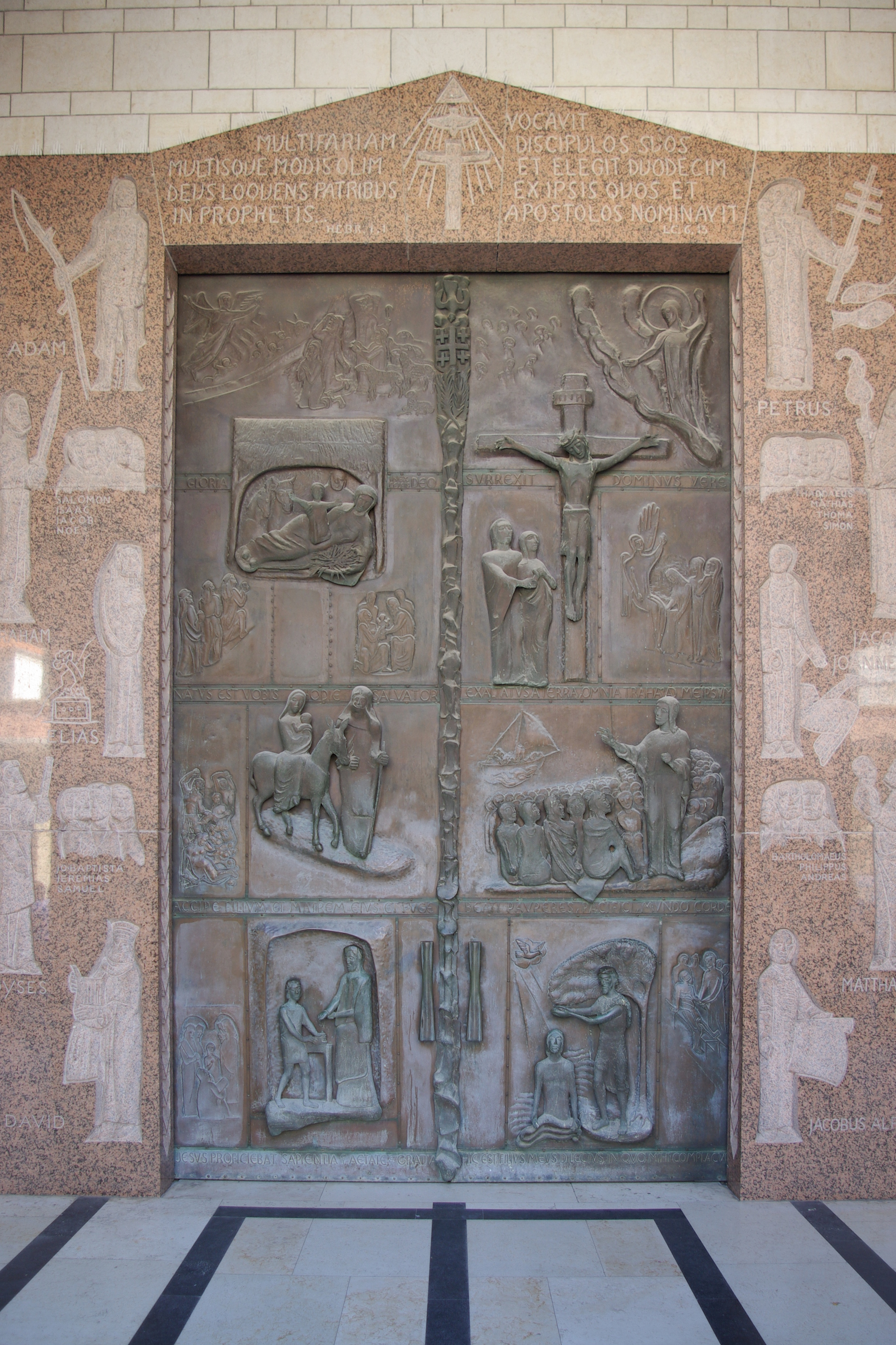
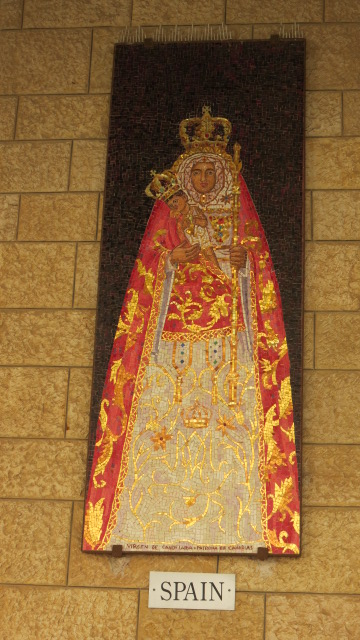
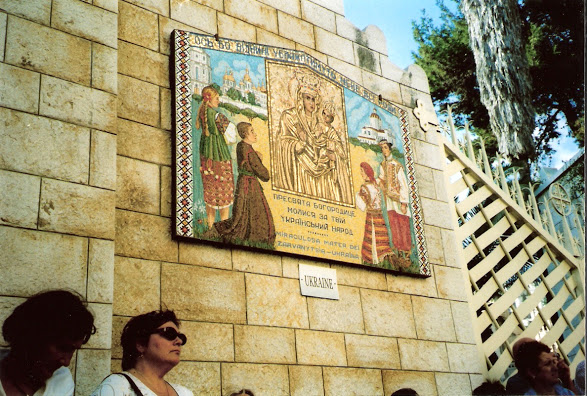
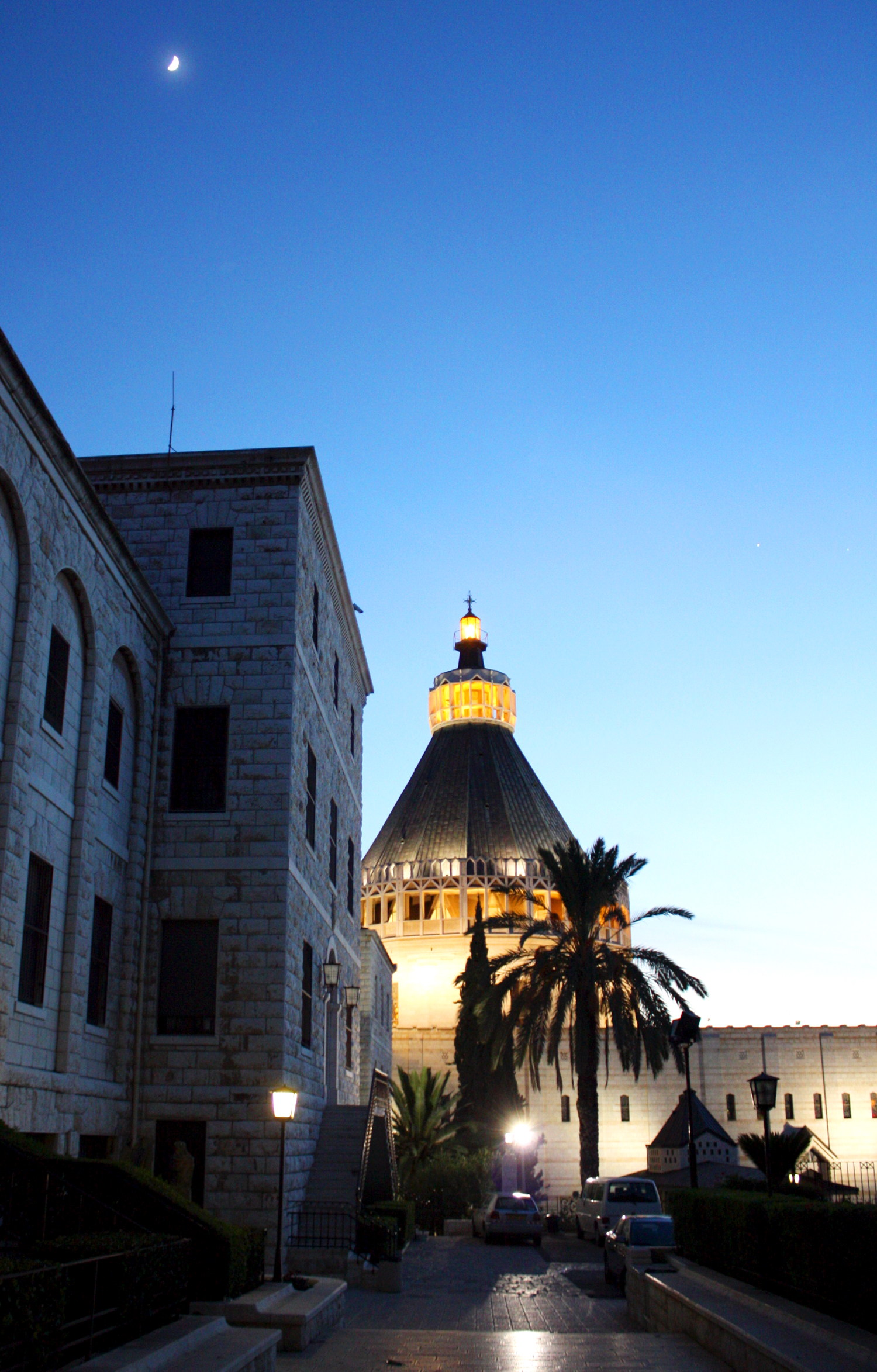
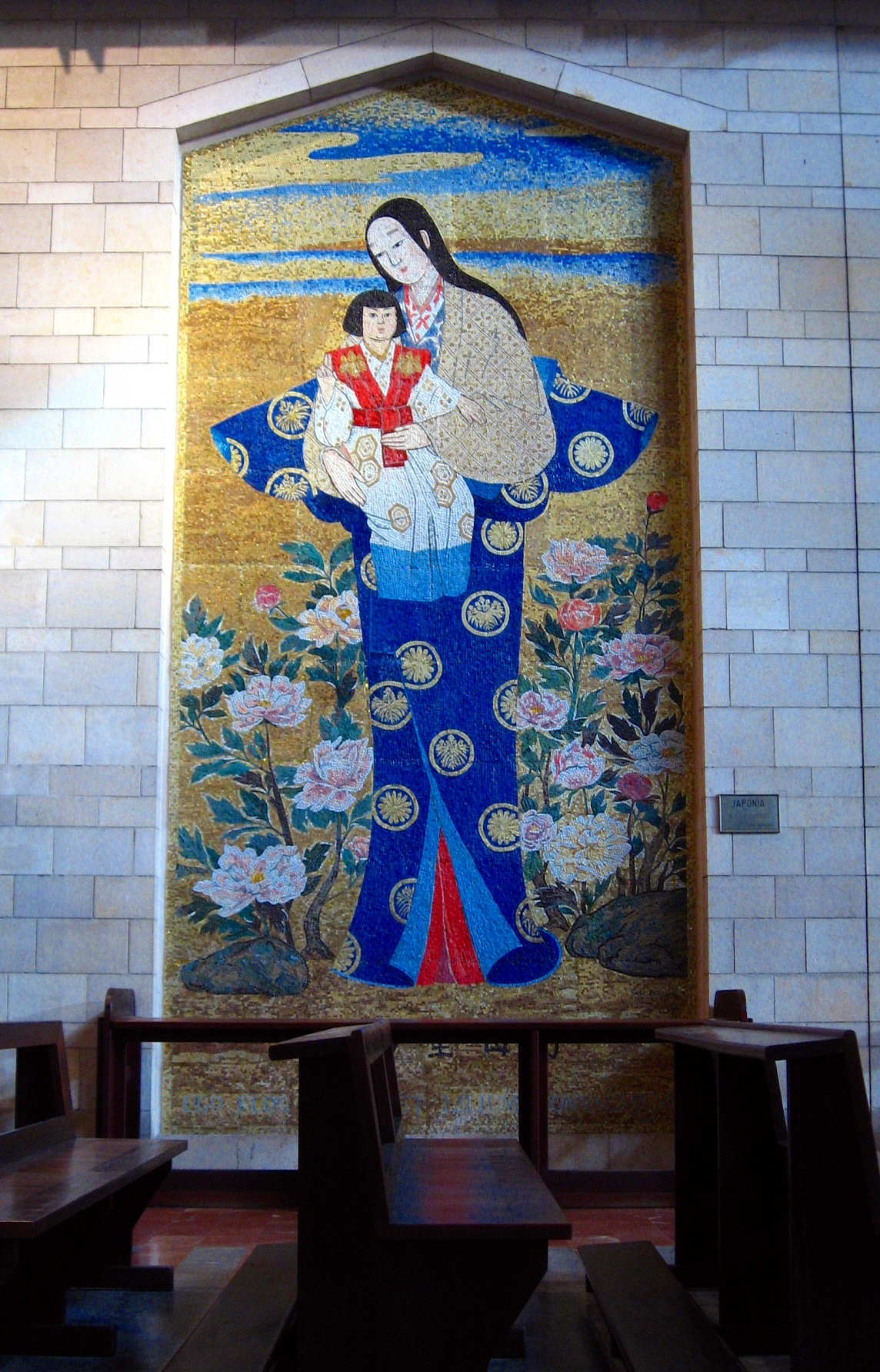